# پیک (ورق)
برای خوراکی به نام اسپیک به آسپیک رجوع کنید.

۸ پیک

خال پیک  (به فرانسوی: Pique) یا اسپیک (♠️) یکی از چهار خال موجود در ورق‌های بازی به شکل درخت سرو و دارای رنگ سیاه است. شکل‌های دیگر ورق بازی شامل خشت، گشنیز و دل هستند. در بازی‌های مختلف ارزش آنها متفاوت است.
خال پیک یکی از چهار خال در ورق‌های بازی استاندارد با طرح فرانسوی است. این خال به شکل یک برگ نوک تیز است که به سمت بالا اشاره می‌کند و در پایین به دو کمان دایره‌ای شکل گسترش می‌یابد. پیک معمولاً به رنگ سیاه است و در بازی بریج، بالاترین خال محسوب می‌شود. در برخی بازی‌ها مانند اسکات، پیک دومین خال برتر است. این خال نمادی از درازنیزه یا ناچخ، دو سلاح قرون وسطایی است، اما در واقع اقتباسی از نماد برگ در ورق‌های بازی آلمانی است که هنگام اختراع ورق‌های فرانسوی در حدود سال ۱۴۸۰ ایجاد شد.
پیک دارای اعداد ۱ تا ۱۰ و سرباز (J) و ملکه (Q) و شاه (K) است

## نام
نام فرانسوی این خال، "Pique" (پیک)، در قرن چهاردهم به معنای سلاحی بود که از یک میخ آهنی در انتهای یک نیزه تشکیل می‌شد. در آلمانی به این خال Pik می‌گویند. این خال معادل خال برگ (Laub, Grün, Schippen یا در بایرن، Gras) در کارت‌های بازی آلمانی است. در سوئیس، این خال به نام Schuufle ("بیل") و در بسیاری از مناطق آلمان، به عنوان مثال، راینلند، به عنوان Schüppe/Schippe ("بیل") شناخته می‌شود.
نا انگلیسی این خال، یعنی "Spade" احتمالاً از کلمه اسپانیایی قدیمی "spado" به معنای "شمشیر" گرفته شده است و نشان می‌دهد که پیش از استفاده از خال‌های فرانسوی در انگلستان، از خال‌های اسپانیایی استفاده می‌شده است.

## ویژگی‌ها
نماد پیک به شکل یک سرنیزه بسیار تلطیف‌شده است که به سمت بالا اشاره می‌کند، پایین آن به دو کمان دایره‌ای شکل گسترش می‌یابد و به سمت مرکز می‌رود تا نوعی پا را تشکیل دهد.
به‌طور کلی، پیک‌ها سیاه هستند. آنها یکی از دو خال اصلی در بریج (همراه با دل) را تشکیل می‌دهند. در کارت‌های رسمی مسابقات اسکات، پیک‌ها سبز هستند و رنگ معادل آلمانی خود را می‌گیرند.
نگارخانه زیر پیک‌ها را در یک دسته کارت استاندارد ۵۲ عددی با طرح فرانسوی نشان می‌دهد. شوالیه پیک که در بازی‌های ورق تاروت استفاده می‌شود، نشان داده نشده است.

تک‌خال
۲
۳
۴
۵
۶
۷
۸
۹
۱۰
سرباز
بی‌بی
شاه